# I'm ashamed to tell
I'm ashamed to tell is een nummer van The Cats dat in 1965 werd uitgebracht op de B-kant van Somewhere over the rainbow. Dit was hun tweede single. In deze tijd werd hun muziek nog uitgebracht bij het label Durlaphone. Het is de eerste compositie op een plaat van The Cats die werd geschreven door een bandlid, in dit geval door Arnold Mühren. Mühren schreef uiteindelijk negenendertig nummers voor The Cats.
De opnames bij Durlaphone verschenen aanvankelijk niet op een elpee, waaraan in 1972 alsnog werd tegemoetgekomen met het uitbrengen van Collectors classics toen de band zijn hoogtijdagen meemaakte. Daarna werd het nummer niet meer uitgebracht tot 2008 toen The Cats 100 uitkwam. Vervolgens verscheen in 2014 opnieuw een versie in de cd-box Complete en in 2016 op het album A & B sides 1964-1974.
Op de eerste drie singles staan vijf covers en dit nummer, dat werd geschreven door Arnold Mühren. Hiermee was dit niet alleen het eerste nummer van Mühren die op een plaat werd uitgebracht, maar ook het eerste eigen nummer uit het bestaan van de band.